# Розтичеве
Рóзтичеве (Ри́стичеве) — село в Україні, у Кетрисанівській сільській громаді Кропивницького району Кіровоградської області. Населення становить 39 осіб. Через село проходить річка Богодушна.

## Історія
Поселення виникло в проміжок 1828—1869 років. На карті Генерального Межування Ольвіопольского повіту, Херсонської губернії від 1828 село ще відсутнє. А от на трьохверстовій мапі Шуберта 1869 року село позначене під назвою Рістічєвка-істочная та вже має 12 дворів (34 чоловіків та 39 жінок). Окремо зображений господський двір власника землі — Рістіча. Поруч з селом були розташовані 2 дерев'яних вітряних млина та корчма.

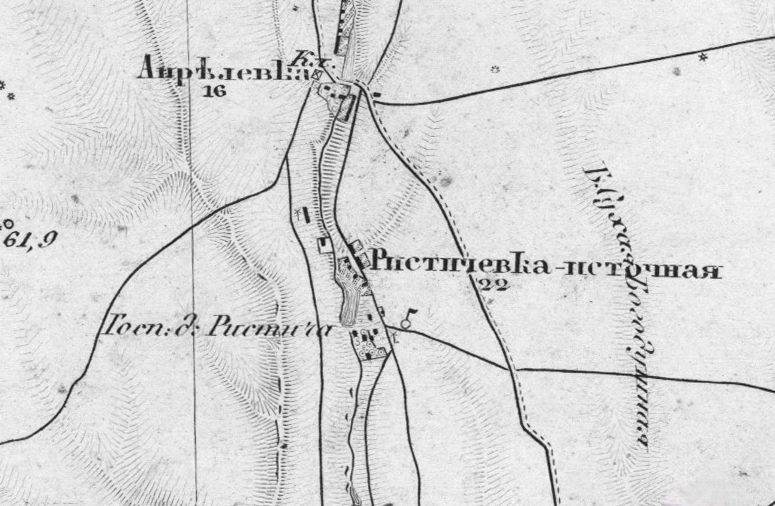
Ристичевка-істочная на фрагменті карти Шуберта 1869 року

Ймовірно село було названо на честь власника сербського походження Рістіча, який мав відношення до сербів-переселенців що населяли Нову Сербію на території сучасної Кіровоградської області.
У виданому в 1896 році «Списке населенных мест Херсонской губернии» село входило до складу Кетрисановскої волості Єлисаветградського повіту Херсонської губернії і мало основну назву Рістічевка та альтернативну назву Алєксандровка (Рістічевка).
Поступово населення збільшувалось і станом на 1916 рік село складалось з 38 дворів та 222 людей, була винна лавка.

## Населення
Згідно з переписом УРСР 1989 року чисельність наявного населення села становила 77 осіб, з яких 44 чоловіки та 33 жінки.
За переписом населення України 2001 року в селі мешкало 39 осіб.

### Мова
Розподіл населення за рідною мовою за даними перепису 2001 року:
| Мова       | Відсоток |
| ---------- | -------- |
| українська | 97,44 %  |
| російська  | 2,56 %   |